# Hard as a Rock
Hard as a Rock è un singolo del gruppo musicale australiano AC/DC, pubblicato nel 1995 ed estratto dall'album Ballbreaker.

## Tracce
- CD

1. Hard as a Rock – 4:30
2. Caught with Your Pants Down – 4:14

## Video
Il videoclip della canzone è stato diretto da David Mallet.

## Formazione
- Brian Johnson – voce
- Angus Young – chitarra
- Malcolm Young – chitarra, cori
- Cliff Williams – basso, cori
- Phil Rudd – batteria, percussioni